# Robert Mapplethorpe
Robert Mapplethorpe (New York, 4 novembre 1946 – Boston, 9 marzo 1989) è stato un fotografo statunitense.

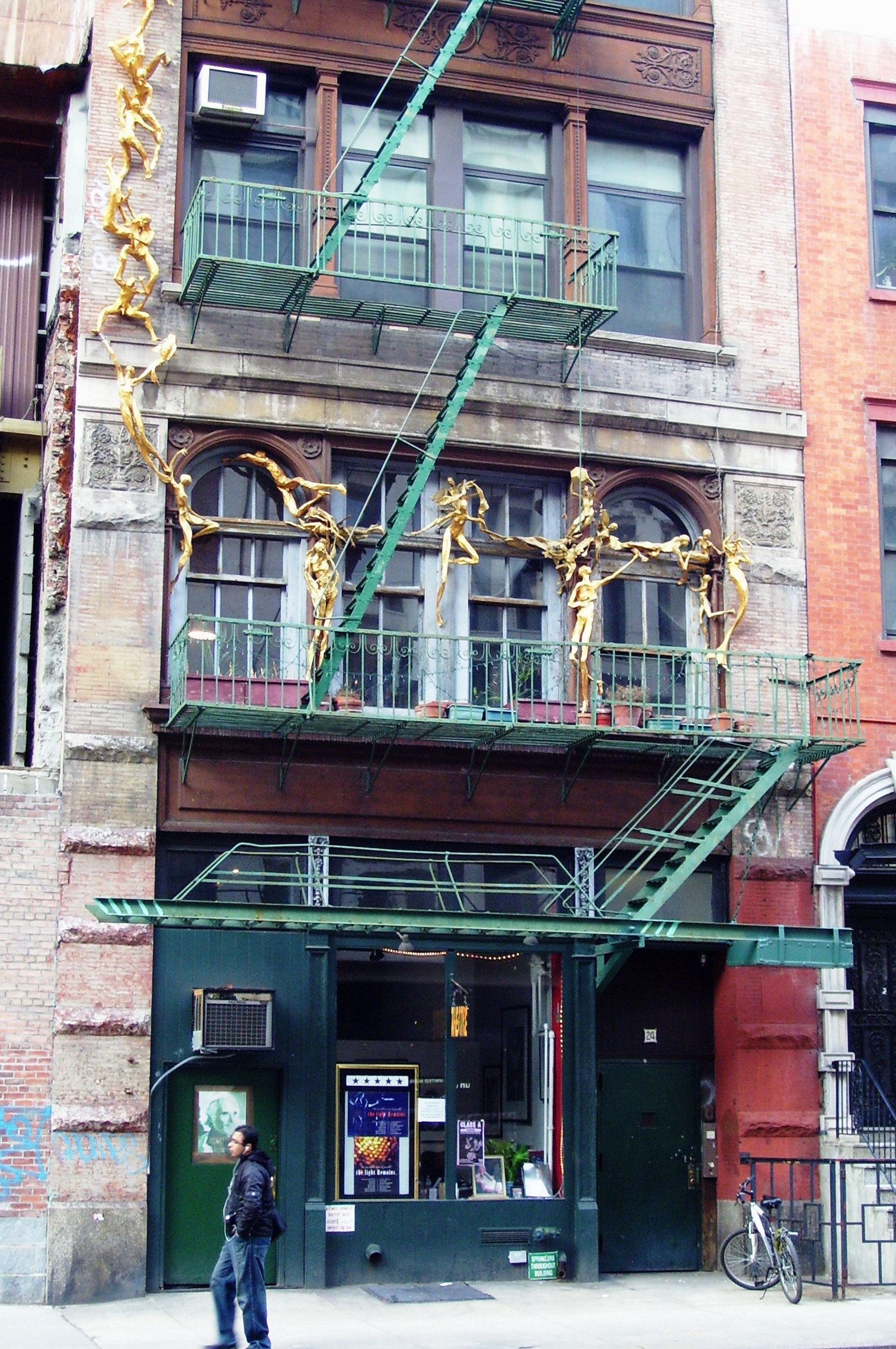
The Gene Frankel Theater in Bond Street

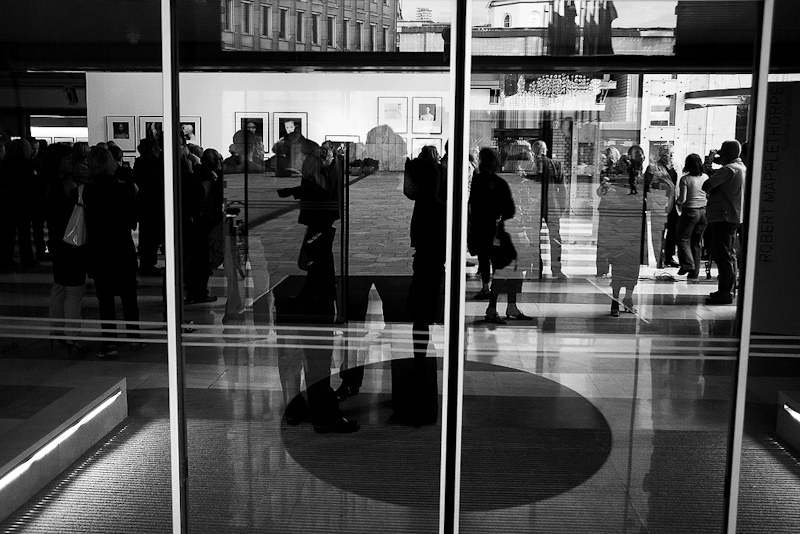
Mostra di Mapplethorpe a Lubiana

La maggior parte delle sue foto è realizzata in studio. I suoi temi più comuni furono ritratti di celebrità (tra cui Andy Warhol, Deborah Harry, Patti Smith e Amanda Lear), soggetti sadomaso (che ritraevano da vicino e senza filtri la sottocultura omosessuale di New York di cui Mapplethorpe stesso faceva parte), e studi di nudo spesso maschili e omoerotici, con le notevoli eccezioni della serie di nudo femminile della culturista Lisa Lyon.
Robert Mapplethorpe morì di complicazioni conseguenti all'AIDS nel 1989. 
Nel 2016 è stato distribuito un documentario sulla sua vita, intitolato Look at the pictures.

## Biografia
Nasce nel Queens lunedì 4 novembre 1946. La famiglia è cattolica osservante di origini irlandesi, Robert è il terzo di sei fratelli. Cresce a Floral Park, a Long Island. A soli 16 anni, nel 1963, è sorpreso mentre tenta di rubare da un negozio di Times Square un giornaletto pornografico gay che è troppo giovane per poter comperare. Parlando di quella esperienza spiegherà che ne era ossessionato: “Erano sigillati, il che li rendeva anche più sexy; perché non li potevi vedere” e ancora “Pensavo che se avessi potuto in qualche modo renderli arte, se avessi potuto mantenere quella sensazione, avrei creato qualcosa di unicamente mio”. Nel 1963 si iscrive al Pratt Institute di Brooklyn, frequentato già dal padre ingegnere e fotoamatore. Si iscrive inizialmente al corso per pubblicitario. Si iscrive anche alla associazione paramilitare “National Honor Society of Pershing Rifles”, di cui aveva fatto parte anche il padre. L'associazione è legata al programma del Reserve Officers Training Corps (ROTC), il programma di formazione per ufficiali delle forze armate attivo in numerosi istituti scolastici.
Sono gli anni in cui ostenta un machismo di maniera nel tentativo di rifiutare le sue inclinazioni omosessuali. Sono, quelli fra il 1963 e il 1969, anni particolari per gli Stati Uniti: la guerra in Vietnam, le rivolte studentesche, i movimenti di liberazione delle donne e degli omosessuali stanno cambiando rapidamente la società. Il giovane Robert stringe amicizia con gli studenti del corso di arte e sospende gli studi. Inizia a consumare droghe: marijuana, LSD, speed-ball, consumo che durerà per tutta la sua vita. 
Nella primavera del 1967 conosce Patti Smith, all'epoca una giovane ragazza spiantata appena arrivata a New York, con la ferrea intenzione di diventare una poetessa, e se ne innamora. Va a vivere con Patti prima in un appartamento in Hall Street, e successivamente al Chelsea Hotel. I due condivideranno la stanza dell'albergo per alcuni anni, prima come amanti, poi come semplici amici. Il rapporto intimo con Patti è uno dei più importanti per Robert, che la fotograferà spesso negli anni fra il 1970 e il 1973. È di Mapplethorpe la celebre copertina dell'album di Patti Smith Horses.
Riprende gli studi, più per attingere ad un prestito per studenti che per altre ragioni, e si iscrive ad arti grafiche, ma nel 1970 abbandona il Pratt Institute definitivamente senza aver completato gli studi. Dal 1970, inizia ad utilizzare immagini fatte con una Polaroid. L'idea è quella di risparmiare tempo e denaro utilizzando immagini prodotte espressamente invece di dover cercare quella più idonea nelle riviste. I lavori in Polaroid saranno dimenticati negli anni del grande successo per essere poi riscoperti dopo la sua morte. Esiste, forse, un punto nodale nella vita di Mapplethorpe che segna definitivamente il suo interesse per la fotografia, lo riporta Patti Smith nel suo libro “Just Kids”: “John [McKendry] aveva accesso alle camere blindate che custodivano l'intera collezione fotografica del museo (il MOMA), in gran parte mai esposta al pubblico. Avere il permesso di sollevare la velina dalle fotografie, di toccarle, e farsi un'idea della carta e della mano dell'artista fece un'enorme impressione su Robert; studiò tutto con la massima attenzione – la carta, lo sviluppo, la composizione e l'intensità dei neri. “È tutta questione di luce,” disse.
Nelle sue prime immagini Polaroid, Mapplethorpe tende apparentemente a tralasciare le raffinatezze tecniche che lo renderanno famoso. 
Nel 1970 inizia la sua prima relazione omosessuale seria con David Croland, un modello del New Jersey che lo presenterà al suo primo benefattore, il curatore della sezione fotografica del MOMA John McKendry. Ma la svolta è del 1972, quando conosce e diventa l'amante di Sam Wagstaff, che avrà una parte importante nel far conoscere il lavoro di Mapplethorpe. È grazie a lui infatti che Robert ottiene finalmente l'accesso agli ambienti della buona società e una certa stabilità economica. Nell'ottobre del 1972 Robert lascia l'appartamento della 23ª strada che aveva condiviso con Patti Smith per andare a vivere nel loft di Bond Street comperato con i soldi di Sam Wagstaff. Il rapporto con Wagstaff sarà duraturo e i due rimarranno insieme come amanti fino alla morte di Sam per AIDS.
Nel 1973 la prima mostra personale, “Polaroids”, presso la Light Gallery di New York. Sempre nel 1973 Robert acquista una Graflex 4×5 pollici con dorso Polaroid. È sempre Sam Wagstaff che regala a Robert la prima Hasselblad, nel 1975. La nuova macchina fotografica consente a Mapplethorpe il controllo della scena che stava cercando. È con la Hasselblad che produce le centinaia di capolavori che lo renderanno famoso, prima il controverso “The X portfolio”, una serie di fotografie sadomaso, poi gli innumerevoli ritratti di personaggi famosi, di Lisa Lyon e infine le nature morte. Non contento delle qualità formali ottenute con il medio formato e il sapiente uso della luce, Robert stampa le sue foto in grandi formati e con tecniche raffinate e costose come la stampa al platino e le inserisce in inserti che completano l'effetto di grande lusso.
Mapplethorpe, ricoverato a Boston al New England Deaconess Hospital, muore di AIDS il 9 marzo 1989 ed ancora una volta non ci sono parole migliori per ricordarlo di quelle che gli dedica la sua amica di sempre, Patti Smith, nel libro "Just kids": “Ci salutammo e lasciai la stanza. Qualcosa mi spinse a tornare indietro. Era scivolato in un sonno leggero. Restai a guardarlo. Così sereno, come un bambino vecchissimo. Aprì gli occhi e mi sorrise. “Sei già tornata?” Poi si riaddormentò. L'ultima immagine di lui fu come la prima. Un giovane che dormiva ammantato di luce, che riapriva gli occhi col sorriso di chi aveva riconosciuto colei che mai gli era stata sconosciuta”.
Come accade ai grandi maestri della storia dell'arte la sua importanza continua a crescere negli anni successivi alla sua morte. La Fondazione Robert Mapplethorpe si occupa di gestire il suo patrimonio e di promuovere la fotografia e la lotta contro l'AIDS. La serie di esposizioni dei suoi lavori ne accresce la notorietà, e il suo modo di fare fotografia è quello che maggiormente influenza le generazioni di fotografi dagli anni novanta in poi. 
Di tutte le sue mostre deve essere assolutamente citata La perfezione nella Forma che si tenne a Firenze nel 2009, e dove i lavori di Mapplethorpe furono accostati ai capolavori di Michelangelo nella Galleria dell'Accademia di Firenze.

## L'opera
All'estero Mapplethorpe è noto soprattutto per la sua serie "Portfolio X" che fece scandalo per i contenuti erotici, compreso un autoritratto di spalle con una frusta inserita nell'ano. In queste immagini il fotografo spezzava deliberatamente il confine tra foto d'arte e foto commerciale destinata al mercato pornografico, adottando soggetti e temi tipici della "pornografia" nel contesto di immagini d'arte. Come soggetti della sua arte Mapplethorpe scelse ad esempio coppie autentiche della scena S&M gay di New York, ritraendole in pratiche erotiche "estreme" (fist-fucking, bondage ecc.). Ciò che non poteva essere neppure discusso, ora veniva rappresentato in immagini ed esposto nelle gallerie d'arte.
Oltre a questo, Mapplethorpe scelse per modelli celebrità del mercato della pornografia omosessuale, con una particolare predilezione per i neri, ritraendole in pose classiche e statuarie, o al contrario in pose sessualmente esplicite. Come ha scritto di lui Adriano Altamira:
(Adriano Altamira)
Questa rottura deliberata di confini codificati da decenni fu la principale ragione dell'ostilità nei confronti del suo lavoro. Fu però soprattutto per merito suo se in fotografia è caduta la barriera artificiale fra "arte" e "pornografia". Al punto che oggi l'imitazione mimetica dei codici e delle convenzioni della fotografia pornografica nella foto d'arte non sorprende più nessuno, tanto da essere ormai utilizzata perfino in campagne pubblicitarie di moda. In Italia Mapplethorpe è invece, prudentemente, ricordato soprattutto per le serie di primi piani di fiori. Queste foto estremamente raffinate e stilizzate ripetevano in senso inverso il lavoro già fatto col corpo umano, sottolineando il fatto spesso dimenticato che i fiori sono gli organi sessuali delle piante, e che anche nel loro caso Bello Artistico e Sesso non possono essere arbitrariamente separati e collocati in due sfere separate. Le foto di Mapplethorpe mostrano quindi in dettaglio, con grande creatività e spesso anche ironia, gli organi riproduttivi delle piante, richiamando i suoi più convenzionali lavori omosessuali.

## La polemica
Verso la fine della sua vita l'aperta natura erotica ed omosessuale di molti dei suoi lavori fece scattare una controversia più generale sui finanziamenti pubblici per opere provocatorie (o, secondo altri, pornografiche). Molte organizzazioni conservatrici e religiose si opposero a finanziamenti pubblici dei suoi lavori e delle loro esposizioni, ed egli divenne una sorta di cause célèbre per entrambe le parti nel dibattito sul futuro del National Endowment for the Arts (Sovvenzione nazionale per le arti). L'allestimento della sua mostra The Perfect Moment nel 1990 a Cincinnati (che comprendeva sette ritratti sadomaso) portò al processo contro il Cincinnati Contemporary Arts Center e contro il suo direttore Dennis Barrie con l'imputazione di induzione all'oscenità. Barrie e il museo furono in seguito prosciolti, ma questo non riuscì a spegnere l'infuocato dibattito sull'opera di Mapplethorpe.

## Robert Mapplethorpe nei musei italiani
- Museo d'arte contemporanea Donnaregina Madre di Napoli